# Луитпольд Баварский
Луитпольд Карл Иосиф Вильгельм Людвиг (нем. Luitpold Karl Joseph Wilhelm Ludwig; 12 марта 1821, Вюрцбургская резиденция — 12 декабря 1912, Мюнхен) — принц-регент Баварии с 10 июня 1886 года, третий сын короля Людвига I и брат короля Максимилиана II, представитель династии Виттельсбахов. Фактически являлся правителем Баварии во время царствования сыновей Максимилиана II — Людвига II и Отто I. Его сын стал последним королём Баварии — Людвигом III. Баварский генерал-фельдцейхмейстер со званием генерал-фельдмаршала (30 марта 1876).

## Биография
Луитпольд родился в Вюрцбурге.
В 1832 году, старший брат Луитпольда Оттон I занял греческий престол, поэтому предполагалось, что Луитпольд и его потомки унаследуют греческий трон. Однако в 1844 году, была принята новая конституция и по ней, наследник престола должен был быть православным, а Луитпольд не желал этого делать. Поэтому в 1844 году титул кронпринца Греции стал вакантным. В 1862 году Оттон был свергнут. Он завещал свои права на греческий престол брату, однако Луитпольд никогда не вспоминал об этом.
В возрасте четырнадцати лет Луитпольд вступил в баварскую армию и был повышен до капитана артиллерии в 1835 году. Во время революции 1848 года, он был посредником и способствовал аудиенции недовольных граждан со своим отцом. Во время правления своего брата Максимилиана II, не играл значительной политической роли в стране.
С правлением его племянника Людвига II, принцу приходилось все чаще представлять королевский дом из-за длительного отсутствия короля в столице. В австро-прусской войне 1866 года, Луитпольд был командиром 3-й Королевской баварской дивизии. После войны он участвовал в реорганизации баварской армии. В 1869 году он стал генеральным инспектором баварской армии. В 1876 году Луитпольд был назначен фельдмаршалом.
Луитпольд принимал участие во Франко-прусской войне.

## Регентство
В 1886 году Луитпольд стал регентом своего душевнобольного племянника Людвига II и остался регентом и после смерти последнего по причине душевной болезни короля Отто I. Таинственная смерть Людвига II способствовала появлению слухов о том, что за этим стоит Луитпольд, однако благодаря своим личным качествам он стал одним из самых популярных правителей Баварии. Одним из его первых действий в новом статусе стало открытие для публики 1 августа 1886 года нескольких дворцов Людвига II.
Годы регентства Луитпольда были отмечены огромной художественной и культурной активностью в Баварии, где они известны как нем. «Prinzregentenjahre» или нем. «Prinzregentenzeit». Бавария процветала при либеральном правительстве, а Мюнхен превратился в культурный центр Европы. Томас Манн в новелле «Gladius Dei» (1902) писал об этом периоде «Мюнхен сиявший».
В честь Луитпольда множество улиц в баварских городах называются Prinzregentenstraße или Luitpoldstraße. Его имя носят многие учреждения культуры, включая Prinzregententheater в Мюнхене и Luitpoldarena и Luitpoldhalle в Нюрнберге. Существует даже особое кулинарное блюдо — «Торт принц-регента» (нем. Prinzregententorte) — многослойный пирог со сливками и шоколадом, названный в его честь.
Надо заметить, что во время регентства Луитпольда отношения между баварцами и пруссаками находились на точке замерзания из-за проводимой Бисмарком в Пруссии антикатолической компании «Культуркампф». Также Баварию не вполне устраивало стратегическое лидерство Пруссии в империи. 10 октября 1870 года награждён российским орденом Святого Георгия 4 степени.
Луитпольд похоронен в Мюнхене в церкви Театинеркирхе.

## Семья
Луитпольд был женат на эрц-герцогине Августе Фердинанде Австрийской, второй дочери великого герцога Тосканы Леопольда II. У супругов родилось четверо детей:
- Людвиг (1845—1921), последний король Баварии
- Леопольд (1846—1930)
- Тереза (1850—1925), путешественница и писательница. Автор путевых заметок: «Reiseeindrücke und Skizzen aus Russland» (Штутгарт, 1885 — панегирик русскому правительству и строю; «Ueber den Polarkreis» (Лейпциг, 1889); «Meine Reise in den brasilischen Tropen» (Берлин, 1897)
- Арнульф (1852—1907) — супруга — Тереза Лихтенштейнская (1850—1937), один сын;

В настоящее время главой дома Виттельсбахов является праправнук Луитпольда и правнук Людвига III, Франц Баварский (род. 1933).